# Michele Bartoli
Michele Bartoli (ur. 27 maja 1970 w Pizie) – włoski kolarz szosowy, dwukrotny medalista mistrzostw świata oraz dwukrotny zdobywca Pucharu Świata.

## Początek kariery i pierwsze zwycięstwa
Toskańczyk Michele Bartoli rozpoczął swą naukę w zawodowym peletonie na jesieni 1992 roku jako stażysta w grupie Mercatone Uno. W owym czasie (lata 1992-1994) u jego boku pierwsze kroki w kolarskiej elicie stawiał też inny przyszły as, rówieśnik Bartoliego Francesco Casagrande, zaś najważniejszymi postaciami tej ekipy byli: sprinter Adriano Baffi, holenderski klasyk Adri van der Poel, etapowiec Flavio Giupponi czy też zdolny góral Enrico Zaina. Do tego towarzystwa w sezonie 1994 dołączyli jeszcze coraz słynniejszy Mario Cipollini i zwycięzca Giro d'Italia z roku 1991 Franco Chioccioli.
Pierwsze zwycięstwa kolarz z Pizy odnotował już w lutym 1993 roku wygrywając dwa etapy i klasyfikację generalną nie rozgrywanego już obecnie wyścigu Settimana Siciliana (Tydzień Sycylijski). Rok później po raz pierwszy zdradził swe nieprzeciętne predyspozycje w wyścigach jednodniowych wygrywając w Belgii wyścigi Brabantse Pijl (Strzała Brabancka) oraz Grand Prix Pino Cerami (Memoriał naturalizowanego w Belgii Włocha zwycięzcy Paryż-Roubaix z roku 1960). Tymi wynikami niewątpliwie zwrócił na siebie uwagę w ojczyźnie klasyków, lecz szerszej publiczności dał się poznać dwa miesiące później podczas wielkiego Giro. Na górzystym etapie trzynastym ze słoweńskiego Kranj do austriackiego Linzu zabrał się w odjazd dziesięcioma niegroźnymi dla czołówki wyścigu kolarzami i na jednym z podjazdów oderwał się od towarzyszy ucieczki, zwyciężając po solowym rajdzie z przewagą dwóch i pół minuty nad najbliższym z nich.

## Droga do włoskiej drużyny narodowej
W sezonie 1995 głównym sponsorem ekipy, w której coraz większe poważanie zdobywał sobie Bartoli został producent ekspresów do kawy Saeco. Tymczasem Toskańczyk zaczął się pojawiać w czołówkach wyścigów o Puchar Świata. W marcu zajął piąte miejsce w klasyku Mediolan-San Remo, zaś miesiąc później był już trzeci w ardeńskim wyścigu Liège-Bastogne-Liège. Podczas tego wyścigu wszystkich zaskoczył niemłody już Szwajcar Mauro Gianetti, zaś Bartoli na finiszu przegrał jeszcze ze swym słynnym rodakiem Giannim Bugno, ale pokonał za to Francuza Laurenta Jalaberta. Natomiast pomiędzy obu wyżej wymienionymi imprezami zdołał wygrać rozgrywany we Flandrii 4-etapowy wyścig Driedaagse van De Panne-Koksijde. Jesień też przyniosła mu powody do zadowolenia. W pierwszej wrześniowej edycji Vuelta a España wywalczył wysokie dziewiąte miejsce w klasyfikacji generalnej po drodze finiszując na trzecich miejscach w Barcelonie i na Pla de Beret (w Pirenejach). Na zakończenie sezonu zaś był trzeci w Giro di Lombardia, gdzie w końcówce dał się ubiec bardziej doświadczonemu rodakowi Gianni Faresiniemu po czym przegrał finisz z innym swym ziomkiem Daniele Nardello. Niemniej dzięki temu wynikowi po raz pierwszy pojawił się w ścisłej czołówce ogólnej klasyfikacji Pucharu, a dokładnie na czwartym miejscu. Z Saeco przeszedł na dwa lata do mającej niezwykle mocny skład klasyczny ekipy MG-Technogym prowadzonej przez Giancarlo Ferrettiego. W kwietniu wygrał swój pierwszy pucharowy wyścig Ronde van Vlaanderen (Dookoła Flandrii). Uciekł wszystkim na wzniesieniu Kapelmuur i dotarł do mety w Meerbeke z przewagą 55 sekund jako członek 18-osobowej grupy pościgowej. Ponieważ później zajął też m.in. piąte miejsce w Leeds, drugie w Zurychu i szóste w Paryż-Tours w łącznej klasyfikacji pucharowej przesunął się na trzecią pozycję, lecz "księciem klasyków" wciąż pozostawał Belg Johan Museeuw. Po raz pierwszy został członkiem włoskiej ekipy narodowej wytypowanej na igrzyska olimpijskie w Atlancie jak i na mistrzostwa świata w Lugano. W Atlancie Bartoli finiszował ósmy (tuż przed Zbigniewem Spruchem), zaś w Lugano był trzeci (odjechali mu tylko Johan Museeuw i Mauro Gianetti). Te sukcesy jak i zwycięstwa w półklasykach pierwszej kategorii: Giro del Veneto, GP Fourmies oraz Giro dell'Emilia sprawiły, że sezon 1996 ukończył na piątym miejscu w rankingu UCI.

## Największe sukcesy
Najlepsze dla Bartoliego okazały jednak dopiero sezony 1997 i 1998. W tym czasie powtórzył on osiągnięcia Lisa z Flandrii (Museeuw) z lat 1995-1996 i również rok po roku triumfował w całym Pucharze Świata. Jednak oba te sukcesy zostały odniesione w skrajnie różnych okolicznościach. W sezonie 1997 Bartoli wygrał swój pierwszy Liège-Bastogne-Liège gubiąc na podjeździe do mety zwycięzcę La Flèche Wallonne z owego sezonu Laurenta Jalaberta. Ponadto był znów piąty w Mediolan-San Remo, szósty w Amstel Gold Race i Meisterschaft von Zurich, lecz pomimo tego po ośmiu z dziesięciu pucharowych imprez miał aż 47 punktów straty do prowadzącego Duńczyka Rolfa Sorensena, który wcześniej m.in. wygrał Ronde van Vlaanderen. Na szczęście dla Włocha Skandynaw pod koniec sierpnia w trakcie wyścigu etapowego Ronde van Nederland (Dookoła Holandii) doznał kontuzji, która wyłączyła go ze startów do końca sezonu. To zdarzenie oczywiście znacznie ułatwiło Bartoliemu pościg za nim. W Paryż-Tours finiszował jednak dopiero czternasty dzięki czemu zdobył 12 punktów i miał ich w sumie 240 w stosunku do 275 Sorensena. W ostatnim wyścigu tego cyklu (Giro di Lombardia) wystarczało mu więc zająć minimum piąte miejsce. Do mety w Bergamo dotarł na czele wraz z trzema innymi kolarzami: Laurentem Jalabertem oraz Włochami Francesco Casagrande i Paolo Lanfranchim. Będąc pewny swego odpuścił finisz, wyścig wygrał Francuz, zaś Bartoli mógł się cieszyć z kolejnych 40 punktów (za czwartą lokatę) i generalnego zwycięstwa w Pucharze. Sukcesy pucharowe oraz zwycięstwa w Trofeo Laigueglia, Rund um den Henninger Turm i Trofeo Melinda pozwoliły mu również awansować na trzecią pozycję w rankingu UCI.
Rok później nie było już żadnych wątpliwości komu należy się Puchar. Bartoli ponownie wygrał w wielkim stylu ardeńską staruszkę ze startem i metą w Liège. W decydującą akcję zabrał się z dwoma innymi najwyżej notowanymi kolarzami ówczesnego peletonu, co więcej obaj jego rywale: Laurent Jalabert i Szwajcar Alex Zülle reprezentowali tą samą ekipę ONCE. Jednak Włoch, lider grupy Asics nie tylko nie dał się zgubić atakującym go na zmianę zawodników hiszpańskiej drużyny, lecz najpierw zmęczył Zulle'go a potem zgubił też Jalaberta i wygrał z przewagą aż 1:13 nad Francuzem. Bartoli wygrał jeszcze latem Meisterschaft von Zurich, a poza tym był drugi w HEW-Cyclassics Hamburg, trzeci w Amstel Gold Race, czwarty w Giro di Lombardia i szósty w Ronde van Vlaanderen przez co uzbierał ogółem aż 416 punktów. Dzięki temu jako jedyny triumfator w 16-letniej historii Pucharu Świata wygrał z dorobkiem przeszło dwukrotnie większym od drugiego kolarza – Holender Leon van Bon miał ich tylko 190. Będąc u szczytu swych fizycznych możliwości Bartoli po raz pierwszy i jak się miało okazać po raz ostatni w karierze przymierzył się też poważnie do występu w Giro d'Italia. Przez dwa tygodnie toczył wyrównaną walkę z asami wyścigów etapowych: Włochem Marco Pantanim, Rosjaninem Pawłem Tonkowem i Alexem Zülle. Po czterech latach znów wygrał trzynasty etap tej imprezy (tym razem z metą w Schio), zaś w pierwszym tygodniu ścigania był drugi w Cuneo, Monte Argentario i Lago Laceno, zaś po piątym etapie jechał nawet dzień w różowej koszulce lidera. Nie wytrzymał jednak wyraźnie trudów całego wyścigu bo na siedemnastym odcinku w Dolomitach (do Selva di Val Gardena) przekroczył limit czasu i musiał się wycofać. W październikowym chłodzie wywalczył swój drugi w karierze brązowy medal na mistrzostwach świata w Valkenburgu. Znów uległ reprezentantom Szwajcarii i Belgii, tym razem złoto przypadło Oscarowi Camenzindowi, zaś w bezpośredniej walce o srebro Włoch poddał się prawie bez walki Peterowi Van Petegemowi. Ponieważ w trakcie sezonu wygrał też Driedaagse van De Panne-Koksijde oraz trzy jednodniówki: Giro della Provincia di Reggio di Calabria, GP Kanton Aargau (Gippingen) i Giro della Romagna ten wspaniały dla siebie sezon zakończył na pozycji lidera rankingu UCI z przewagą ponad 500 punktów nad zdetronizowanym Laurentem Jalabertem.

## Przejście do Mapei
Najlepszy kolarz roku 1998 dołączył po tym sezonie do zdecydowanie najlepszej wówczas ekipy światowego peletonu czyli włoskiej Mapei. Wiosnę miał udaną, jednak bez szczególnych rewelacji. W połowie marca wygrał najbardziej prestiżową z regionalnych włoskich etapówek czyli Tirreno-Adriático, zaś pod koniec tego miesiąca już po raz drugi zwyciężył w jednodniówce Brabantse Pijl. Jednak w swoich ulubionych belgijskich klasykach z Pucharu Świata czyli Ronde van Vlaanderen i Liège-Bastogne-Liège stać go było "tylko" na dwa czwarte miejsca. Otóż we Flandrii na podjeździe Kapelmuur z czołówki wyrwała się trójka Belgów: Peter Van Petegem, Frank Vandenbroucke oraz Johan Museeuw. Natomiast w Ardenach poza zasięgiem rywali byli: znajdujący się w życiowej formie Vandenbroucke oraz Holender Michael Boogerd, zaś trzeci finiszował rodak tego ostatniego Maarten den Bakker. Cztery dni wcześniej właśnie den Bakkera Toskańczyk pokonał w drodze po dość łatwe zwycięstwo na trasie Strzały Walońskiej. Trzyletnią świetną passę Włocha przerwał feralny upadek na trasie wyścigu Deutschland Tour (Dookoła Niemiec). Poważna kontuzja będąca konsekwencją tego zdarzenia wyłączyła Bartoliego ze startów już do końca owego sezonu i nawet wiosną 2000 roku nie wrócił on jeszcze do pełni zdrowia. Przypomniał się dopiero latem bowiem pod koniec czerwca wygrał Mistrzostwa Włoch, zaś miesiąc później francuski półklasyk Grand Prix Ouest France-Plouay (Wielką Nagrodę Zachodniej Francji) dzięki czemu zapewnił sobie miejsce w składzie włoskiej reprezentacji na wrześniowe igrzyska olimpijskie w Sydney i październikowe mistrzostwa świata w Plouay. W obu mistrzowskich imprezach był najlepszym z Włochów, ale na mecie tylko czwarty. Olimpijski wyścig zdominowała trójka kolarzy Telekomu: Niemcy Jan Ullrich i Andreas Klöden oraz Kazach Aleksandr Winokurow, natomiast na mistrzowskim finiszu w Plouay szybsi od Bartoliego byli Łotysz Romāns Vainšteins, Zbigniew Spruch i Hiszpan Óscar Freire. Co gorsza rozgoryczony niepowodzeniami Bartoli mocno pokłócił ze swym dotychczasowym superpomocnikiem i "uczniem", Paolo Bettinim, który dojrzewał już do myśli o własnych sukcesach.

## Załamanie formy i przejście do Fassa Bortolo
Rok 2001 zaczął bardzo obiecująco tzn. od zwycięstwa w Omloop Het Volk półklasyku tradycyjnie rozpoczynającym sezon w Belgii. Jednak potem było już o wiele gorzej, bowiem w ciągu pozostałych ośmiu miesięcy jeszcze tylko raz cieszył się ze zwycięstwa podczas sierpniowego wyścigu drugiej kategorii GP Citta di Camaiore. Coraz ciaśniej było mu też w ekipie Mapei i jeszcze przed końcem tego sezonu przeszedł do Fassa Bortolo. W nowej ekipie wyraźnie odżył. Już w lutym 2002 roku wygrał francuską etapówkę Tour Méditerranéen, zaś w kwietniu najpierw finiszował trzeci w Fleche Wallonne, a następnie dzięki wydatnej pomocy Rosjanina Siergieja Iwanowa pokonał Michaela Boogerda i Amerykanina Lance'a Armstronga podczas Amstel Gold Race. We wrześniu wygrał Giro dell'Emilia, lecz na mistrzostwa świata w Zolder nie pojechał bo nowy selekcjoner włoskiej reprezentacji Franco Ballerini w obliczu płaskiej trasy ustawił swą drużynę zdecydowanie pod ówczesnego króla sprinterów Mario Cipolliniego. Cipollini mistrzostwo zdobył i nikt decyzji Balleriniego nie miał prawa skrytykować. Niemniej i Bartoli potwierdził swą wartość wygrywając w połowie października półklasyk Mediolan-Turyn oraz ostatni z klasyków Pucharu Świata Giro di Lombardia dzięki czemu w pucharowej rywalizacji ponownie zajął miejsce na generalnym podium (trzecie jak w sezonie 1996).

## Schyłek kariery
Po słabej pierwszej połowie sezonu 2003 w sierpniu zajął drugie miejsca w belgijskiej etapówce Tour de la Region Wallonne oraz rodzimej jednodniówce Giro del Veneto, lecz co istotniejsze już we wrześniu wygrał półklasyk najwyższej kategorii Giro del Lazio (Dookoła stołecznej prowincji Lacjum). Jednak Ballerini znów pominął go przy ustalaniu składu na Mistrzostwa Świata i to pomimo faktu, iż urozmaicona trasa w kanadyjskim Hamilton z pewnością była Bartoliemu bardziej przyjazna od tej z Zolder. Niemniej "Baleron" konsekwentnie budował swą drużynę wokół jednego lidera (Paolo Bettiniego) oraz maksymalnie dwóch pomocników, zaś ambitny i wręcz egocentryczny Bartoli nie pasował do tej koncepcji. Włosi z Hamilton nie przywieźli medalu, bowiem Bettini finiszował dopiero jako czwarty. Tymczasem Bartoli na zakończenie sezonu w jeszcze lepszym stylu niż rok wcześniej wygrał klasyk Giro di Lombardia pewnie pokonując na finiszu młodego Angelo Lopeboselli'ego. Zimą 2003/2004 wraz ze swym młodym kolegą i rodakiem (bardzo utalentowanym etapowcem) Ivanem Basso przeniósł się do duńskiego Team CSC. Jednak trapiony kontuzjami nie zdołał błysnąć wynikami. Za jego najlepsze osiągnięcie w sezonie 2004 może uchodzić druga lokata w pierwszomajowym GP SATS tzn. duńskiej jednodniówce trzeciej kategorii. Nie dziwi więc, iż zniechęcony słabymi wynikami i przede wszystkim kłopotami zdrowotnymi przeszło 34-letni już kolarz zwołał konferencję prasową w Mediolanie na 24 listopada i na niej w towarzystwie swego dyrektora sportowego Bjarne Riisa poinformował kolarski świat o zakończeniu swej bogatej kariery.

## Przynależność drużynowa
- 1992 Mercatone Uno
- 1993 Mercatone Uno-Medeghini
- 1994 Mercatone Uno-Medeghini
- 1995 Saeco-Mercatone Uno
- 1996 MG-Technogym
- 1997 MG-Technogym
- 1998 Asics-CGA
- 1999 Mapei-Quick Step
- 2000 Mapei-Quick Step
- 2001 Mapei-Quick Step (od września w Fassa Bortolo)
- 2002 Fassa Bortolo
- 2003 Fassa Bortolo
- 2004 Team CSC

## Najważniejsze zwycięstwa
- 2 etapy w Giro d'Italia (1994 i 1998)
- Tour des Flanders (1996)
- Mistrzostwa Zurychu (1998)
- Liège-Bastogne-Liège (1997, 1998)
- La Flèche Wallonne (1999)
- Tirreno-Adriatico (1999)
- Mistrzostwo Włoch na szosie (2000)
- GP Ouest France-Plouay (2000)
- Giro di Lombardia (2002, 2003)
- Tour Méditerranéen (2002)
- Mediolan-Turyn (2002)
- Amstel Gold Race (2002)
- Czołowe miejsca w Rankingu UCI: 1996 – 5, 1997 – 3 i 1998 – 1.
- Czołowe miejsca w Pucharze Świata: 1995 – 4, 1996 – 3, 1997 – 1, 1998 – 1, 2001 – 10, 2002 – 3 i 2003 – 9.